# الیو بارتولینی
الیو بارتولینی (ایتالیایی: Elio Bartolini; ۲۲ آوریل ۱۹۲۲ – ۳۰ آوریل ۲۰۰۶) یک شاعر، کارگردان، فیلم‌نامه‌نویس و نویسنده اهل ایتالیا بود.
از فیلم‌های او می‌توان به قطار شب به میلان اشاره کرد.